# Clefo
Clefo (Clef, Clepho, ou Kleph; em italiano: Clefi) (? — 574) foi um rei lombardo da Itália eleito em agosto de 572, após a morte por assassinato do rei Alboíno. 
Ele perseguiu violentamente a aristocracia romana e bizantina e tentou estender os domínios lombardos sobre a península. Dezoito meses apenas após a sua eleição, foi assassinado junto com sua esposa por um integrante de sua guarda pessoal (574). Em seguida à sua morte ocorreu um período de interregno após o qual (10 anos mais tarde) seu filho Autário foi eleito rei dos lombardos. 